# الرحيق المختوم (كتاب)
الرحيق المختوم كتاب في سيرة النبي محمد ﷺ طُبع ونشر لأول مرة اعتمادًا على مبحث في السيرة للشيخ صفي الرحمن المباركفوري قدمه مشاركًا به في مسابقة رابطة العالم الإسلامي في السيرة النبوية الشريفة التي أُعلن عنها في مؤتمر للرابطة في باكستان عام 1396 هـ، وأُعلنت نتائجها في شعبان 1398 هـ حيث حاز البحث على المركز الأول من بين 171 بحثا جرى تقديمها، وسُلّمت الجوائز في مؤتمر الرابطة في مكة سنة 1399 هـ، وأعلنت الأمانة العامة للرابطة أنها ستقوم بطبع البحوث الفائزة ونشرها بعدّة لغات، فكان منها هذا الكتاب الذي توالت طبعاته فيما بعد، يقول الشيخ المباركفوري عنه:
«وقد قدر الله لهذا الكتاب من القبول ما لم أكن أرجوه وقت الكتابة، فقد نال المركز الأول في المسابقة، وأقبل عليه الخاصة والعامة إقبالا يغتبط عليه.»

## الرحيق المختوم في نقاط
- شهد الكتاب إقبالا شديدا من كافة الأعمار والخلفيات العلمية من المتخصصين[2] والعامة ولايزال يطبع حتى يومنا هذا.
- يرجع هذا الإقبال لما كان عليه أسلوب الكاتب والذي لم يتعمد التعقيد في كتابته.
- تأثر الكاتب كثيراً باسلوب محمد الغزالي في كتابه «فقه السيرة» فقد استخدم  الأسلوب نفسه  والمفردات والعبارات نفسها.
- يرجع البعض شهرة الكتاب إلى أنه كتب بواسطة عالم معاصر أخذ من السيرة العطرة ثم أوصلها لنا بمفراداتنا.
- للكتاب مختصر كتبه الشيخ اختصارا للنسخة الأصلية التي فازت بالمسابقة سماه «مختصر الرحيق المختوم» ونشر عام 1424 هـ.

## العناوين الرئيسية في الكتاب
1- العرب: الأرض والشعب، الحكم والاقتصاد، الديانة والاجتماع
أ - موقع العرب وأقوامها
ب - الحكم والمارة في العرب
جـ- ديانات العرب
د - صور من المجتمع العربي الجاهلي
2- النسب والمولد والنشأة
أ - نسب النبي وأسرته
ب - المولد وأربعون عاماً قبل النبوة
3- حياة النبوة والرسالة والدعوة
أ - النبوة والدعوة-العهد المكي
(1) قي ظلال النبوة
(2) المرحلة الأولى من جهاد الدعوة إلى الله
(3) المرحلة الثانية (الدعوة جهاراً)
(أ) المقاطعة العامة
* وفد قريش إلى أبي طالب
* عام الحزن
* عوامل الصبر والثبات
(4) المرحلة الثالثة
(أ) عرض الإسلام على القبائل والأفراد
(ب) الإسراء والمعراج
(جـ) بيعة العقبة الأولى
(د) بيعة العقبة الثانية
(هـ) طلائع الهجرة
(و) في دار الندوة (برلمان قريش)
(ز) هجرة النبي
ب - العهد المدني- عهد الدعوة والجهاد والنجاح
(1) مراحل الدعوة والجهاد قي العهد المدني
(2) سكان المدينة وأحوالهم عند الهجرة
(3) المرحلة الأولى: بناء مجتمع جديد
(أ) معاهدة مع اليهود
(ب) الكفاح الدامي
(جـ) غزوة بدر الكبرى
(هـ) النشاط العسكري بين بدر وأحد
(و) غزوة بنى قينقاع
(ز) غزوة أحد
(حـ) السرايا والبعوث بين أحد والأحزاب
(ط) غزوة الأحزاب
(ى) غزوة بنى قريظة
(كـ) غزوة المريسيع
(ل) البعوث والسرايا بعد غزوة المريسيع
(4) المرحلة الثانية: طور جديد
(أ) مكاتبة الملوك والأمراء
(ب) النشاط العسكري بعد صلح الحديبية
(جـ) غزوة خيبر ووادي القرى
(د) بقية السرايا والغزوات قي السنة السابعة
(هـ) غزوة فتح مكة
(5) المرحلة الثالة
(أ) غزوة حنين
(ب) البعوث والرايا بعد الرجوع من غزوة الفتح
(جـ) غزوة تبوك
(د) حج أبي بكر
(هـ) الناس يدخلون قي دين الله أفواجاً
(و)حجة الوداع
4- آخر باب من الحياة الطيبة
أ - إلى الرفيق الأعلى
ب - البيت النبوي
جـ- الصفات والأخلاق

## اقتباسات من الكتاب
- لا تبحث أبدًا عن أحد ما تقرأ سيرته وأنت لم تطّلع على السيرة النبويّة، أتعلم لماذا؟

لأن النبي -ﷺ - جمع الخلال العذبة والأخلاق الفاضلة والشمائل الكريمة؛ فكان أفضل القوم مروءة وأحسنهم خلقًا وأعزهم جوارًا وأعظمهم حلمًا وأصدقهم حديثًا وألينهم عرِيكة وأعفهم نفسًا وأكرمهم خيرًا وأبرهم عملًا وأوفاهم عهدًا وآمنهم أمانة.
أتبحث عن غيره وسيرته جامعة لكل ما تحب النفس؟
- وكان اختياره -صلّى الله عليه وسلم- لهذه العزلة طرفًا من تدبير الله له، وليعدّه لما ينتظره من الأمر العظيم، ولابد لأيّ روح يُراد لها أن تؤثّر في واقع الحياة البشرية فتحوّلها وجهة أخرى..لابد لهذه الروح من خلوة وعزلة بعض الوقت، وانقطاع عن شواغل الأرض وضجة الحياة وهموم الناس الصغيرة التي تشغل الحياة
- ان السبب الرئيسي أولا وبالذات هو الإيمان بالله وحده ومعرفته حق المعرفة، فالإيمان الجازم إذا خالطت بشاشته القلوب يزن الجبال ولا يطيش، وإن صاحب الإيمان المحكم وهذا اليقين الجازم يرى متاعب الدنيا مهما كثرت وكبرت وتفاقمت واشتدت-يراها جنب إيمانه- طحالب عائمة فوق سيل جارف جاء ليكسر السدود المنيعة والقلاع الحصينة فلا يبالي بشيء من تلك المتاعب أمام مايجده من حلاوة إيمانه وطراوة إذعانه وبشاشته ويقينه (فأما الزبد فيذهب جفآءا وأما ماينفع الناس فيمكث في الأرض)
- وكان من تقاليد العرب الاحترام للمصاهرة، فقد كان الصهر عندهم بابا من أبواب التقرب بين البطون المختلفة، وكانوا يرون مناوأة ومحاربة الأصهار سبة وعاراً على أنفسهم، فأراد رسول الله ﷺ بزواج عدة من أمهات المؤمنين أن يكسر سورة عداء القبائل للإسلام، ويطفئ حدة بغضائها، كانت أم سلمة من بني مخزوم - حي أبي جهل وخالد بن الوليد - فلما تزوجها رسول الله ﷺ لم يقف خالد من المسلمين موقفه الشديد بأحد، بل أسلم بعد مدة غير طويلة طائعا راغباً، وكذلك أبو سفيان لم يواجه رسول الله ﷺ بأي محاربة بعد زواجه بابنته أم حبيبة، وكذلك لا نرى من قبيلتي بني المصطلق وبني النضير أي استفزاز وعداء بعد زواجه بجويرية وصفية؛ بل كانت جويرية أعظم النساء بركة على قومها، فقد أطلق الصحابة أسر مائة بيت من قومها حين تزوجها رسول الله ﷺ ، وقالوا: أصهار رسول الله ﷺ . ولا يخفي ما لهذا المن من الأثر البالغ في النفوس.

وأكبر من كل ذلك وأعظم أن النبي ﷺ كان مأمورا بتزكية وتثقيف قوم لم يكونوا يعرفون شيئا من آداب الثقافة والحضارة والتقيد بلوازم المدينة، والمساهمة في بناء المجتمع وتعزيزه.
والمبادئ التي كانت أسسا لبناء المجتمع الإسلامي، لم تكن تسمح للرجال أن يختلطوا بالنساء، فلم يكن يمكن تثقيفهن مباشرة مع المراعاة لهذه المبادئ، مع أن مسيس الحاجة إلى تثفيفهن مباشرة لم يكن أهون وأقل من الرجال، بل كان أشد وأقوى.
وإذا فلم يكن للنبي ﷺ سبيل إلا أن يختار من النساء المختلفة الأعمار والمواهب ما يكفي لهذا الغرض، فيزكيهن ويربيهن، ويعلمهن الشرائع والأحكام، ويثقفهن بثقافة الإسلام حتى يعدهن؛ لتربية البدويات والحضريات، العجائز منهن والشابات، فيكفين مؤنة التبليغ في النساء.

## وصلات خارجية
- آراء القراء حول كتاب الرحيق المختوم  على موقع أبجد